# 进香河路

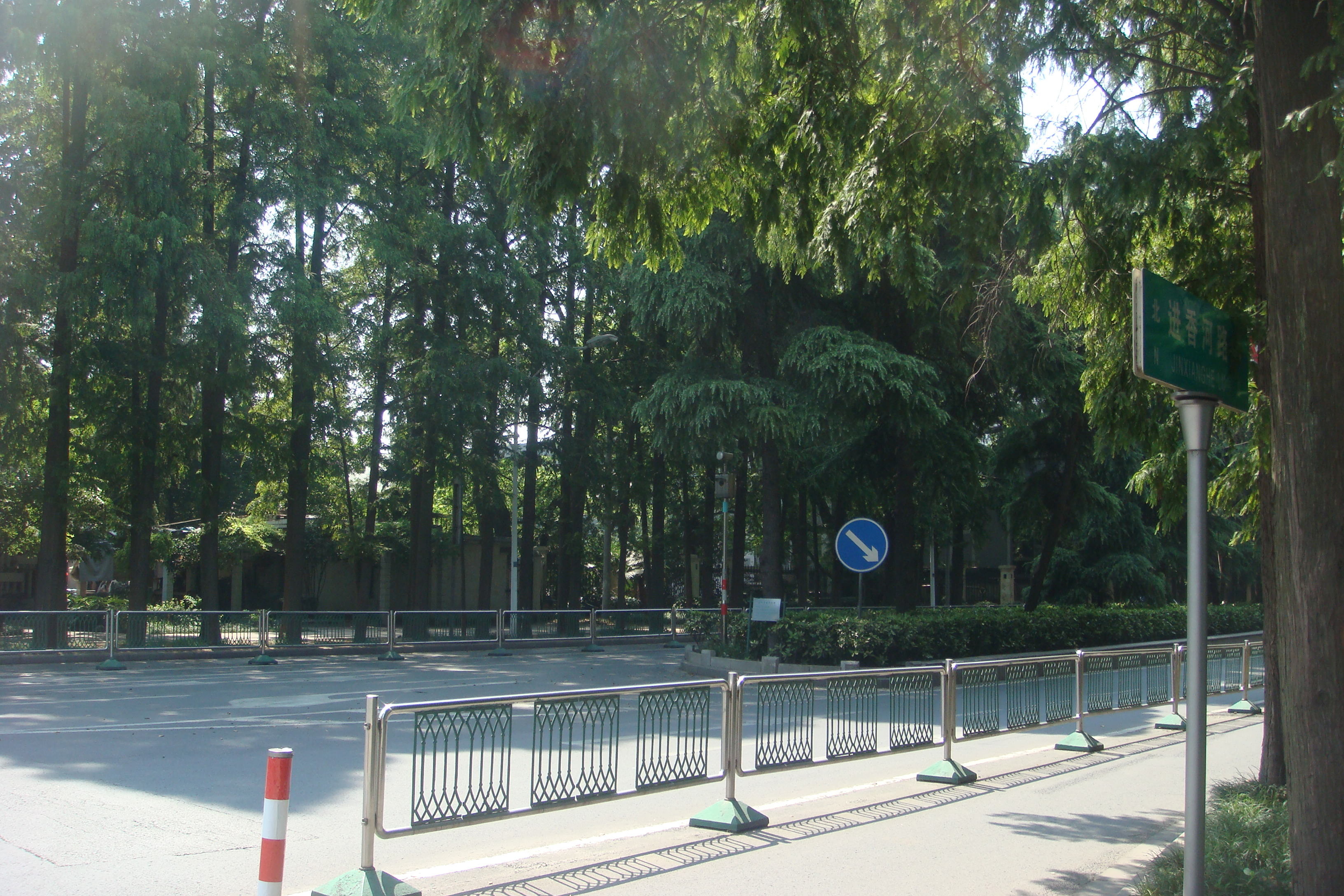
进香河路被茂密的行道树所遮盖

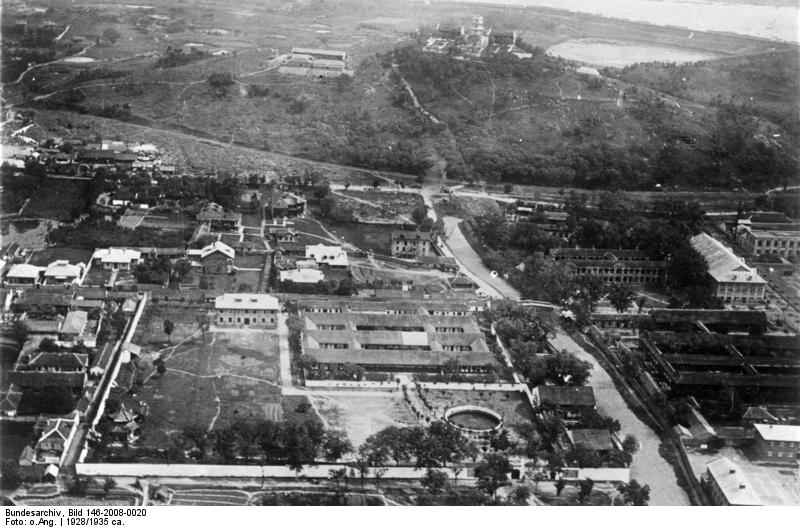
进香河沿岸，摄于1928年。东岸为中央大学，西岸为陆地测量局。

进香河路是江苏省南京市城区中部的一条南北向干道，北起北极阁下的北京东路，南至珠江路。进香河路建于1959年，将原进香河改为暗沟埋入地下，上方改造为道路。由北向南分别与东西向的北京东路、学府路、珠江路相交。路旁遍植杉树，学府路以北路两侧为东南大学校园和南京市审计署。

## 历史
进香河原为南京城中部的南北向河流，起于鸡笼山。该河得名于明代，当时在鸡笼山南麓设立“十庙”，香火旺盛，因此将这条可以直抵鸡笼山的河流取名为“进香河”。该河最初为三国时期吴大帝孙权开挖的潮沟的一部分，潮沟与青溪、运渎、玄武湖各水道相连，是六朝都城建康城的运输大动脉。南唐重建金陵城后，该河在城北门外的北门桥东侧汇入杨吴城濠。民国时，进香河北段东岸为中央大学，西岸为陆地测量局。进香河上由北向南依次有蒋庙桥、西仓桥、大石桥、红板桥、莲花桥，进香河改为暗河时这些桥梁都被拆除，但大石桥、莲花桥等仍保留为地名使用。